# Jiloca
La Comarca del Jiloca è una comarca aragonese situata al nordest della provincia di Teruel. Deve il suo nome al fiume che la attraversa, il fiume Jiloca. All'inizio del processo di comarcalizzazione, fu denominata Delimitación Comarcal de Calamocha (Delimitazione Comarcale di Calamocha). La sua capitale amministrativa è Calamocha mentre quella di sviluppo agricolo e pastorizio è Monreal del Campo.

## Municipi
La comarca ingloba i municipi di Allueva, Bádenas, Báguena, Bañón, Barrachina, Bea, Bello, Blancas, Bueña, Burbáguena, Calamocha, Caminreal, Castejón de Tornos, Cosa, Cucalón, Ferreruela de Huerva, Fonfría, Fuentes Claras, Lagueruela, Lanzuela, Loscos, Monforte de Moyuela, Monreal del Campo, Nogueras, Odón, Ojos Negros, Peracense, Pozuel del Campo, Rubielos de la Cérida, San Martín del Río, Santa Cruz de Nogueras, Singra, Tornos, Torralba de los Sisones, Torrecilla del Rebollar, Torre los Negros, Torrijo del Campo, Villafranca del Campo, Villahermosa del Campo e Villar del Salz.
- Altre località sono: Collados, Cuencabuena, Cutanda, Lechago, Luco de Jiloca, Navarrete del Río, Nueros, Olalla, El Poyo del Cid, Valverde e Villarejo de Olmos.

## Politica
| Carica            | Nome                           | Municipio                              | Partito Politico          |  |
| ----------------- | ------------------------------ | -------------------------------------- | ------------------------- |  |
| Presidente        | Joaquín Sánchez Romero         | Sindaco di Fuentes Claras              | PSOE (Partito Socialista) |  |
| Segretario        | María Teresa Sabaté Coma       | -                                      | -                         |  |
| Vicepresidente 1º | Nuria Lázaro Sánchez           | Sindaco di Caminreal                   | PSOE                      |  |
| Vicepresidente 2º | José Luis Barrado Vicente      | Sindaco di Bello                       | PP (Partito Popolare)     |  |
| Vicepresidente 3º | José Delgado Sánchez           | Consigliere di Calamocha               | CHA (Chunta Aragonesista) |  |
| Assessore         | Ángel Pedro Domingo Sancho     | Consigliere di Torrecilla del Rebollar | PP                        |  |
| Assessore         | Clemente Peribáñez Navarro     | Consigliere de Báguena                 | PP                        |  |
| Assessore         | Darío Lázaro Campos            | Consigliere di Calamocha               | PP                        |  |
| Assessore         | Esther Ibáñez Moreno           | Consigliera di Ojos Negros             | PAR (Partito Aragonese)   |  |
| Assessore         | Jesús Hernández Boria          | Sindaco di Lagueruela                  | PSOE                      |  |
| Assessore         | José Antonio García Rubio      | Sindaco di Ojos Negros                 | PSOE                      |  |
| Assessore         | José Antonio Ramo Aparicio     | Sindaco di Villahermosa del Campo      | PAR                       |  |
| Assessore         | Juan Ignacio Esteban Sanz      | Consigliere de Blancas                 | CHA                       |  |
| Assessore         | Luis Carlos Yuste Moreno       | Consigliere di Monreal del Campo       | PP                        |  |
| Assessore         | Manuel Agustín Gambaro Royo    | Consigliere di Torre los Negros        | PP                        |  |
| Assessore         | Manuel Fuertes Valero          | Sindaco di Odón                        | PAR                       |  |
| Assessore         | Manuel Martín Simón Sánchez    | Sindaco di Bañón                       | PAR                       |  |
| Assessore         | María PIlar López Sánchez      | Consigliera di Torralba de los Sisones | PAR                       |  |
| Assessore         | Miguel Ángel Navarro Andrés    | Sindaco di Villafranca del Campo       | PP                        |  |
| Assessore         | Pascual Bernal Bello           | Consigliere Báguena                    | PSOE                      |  |
| Assessore         | Pedro Castellano Ibáñez        | Consigliere di Monreal del Campo       | PSOE                      |  |
| Assessore         | Ricardo Plumed Malo            | Sindaco di Torrijo del Campo           | PAR                       |  |
| Assessore         | Rosario Ramón Lavilla          | Consigliera di Calamocha               | PSOE                      |  |
| Assessore         | Serafín Navarro Plumed         | Consigliere di Calamocha               | PAR                       |  |
| Assessore         | Silvia Concepción Benedí Peiró | Sindaco di Burgáguena                  | PAR                       |  |
| Assessore         | Sonia María Palacios Suárez    | Consigliera de Bello                   | PSOE                      |  |

| Partito                                               | Voti  | % voti | Eletti | Consiglieri |
| ----------------------------------------------------- | ----- | ------ | ------ | ----------- |
| PSOE Aragona                                          | 2.842 | 32,74% | 53     | 8           |
| PAR                                                   | 2.657 | 30,61% | 53     | 8           |
| PP Aragona                                            | 2.288 | 26,36% | 47     | 7           |
| CHA                                                   | 723   | 8,33%  | 4      | 2           |
| Izquierda Unida de Aragón (Sinistra Unita di Aragona) | 6     | 0,07%  | 0      | 0           |
| Total                                                 | 8.516 | 100%   | 157    | 25          |

## Geografia fisica
Limita a nord con il Campo di Daroca, a ovest con il Señorío de Molina-Alto Tajo (provincia di Guadalajara), a sud con la Comunità di Teruel e la Sierra de Albarracín e a est con le Cuencas Mineras e il Campo de Belchite.

## Storia

### La comarca come istituzione
La legge di creazione della comarca è la 13/2003 del 24 marzo 2003. Si costituì il 5 maggio del 2003.

## Economía
In questa comarca si raccoglie il fiore dello zafferano, che alimenta un'importante industria local. Altra importante industria della zona è quella del jamón serrano, e l'attivo turismo rurale, per la diversità del paesaggio e i suoi monumenti.

## Cultura
- Percorsi turistici:
  - Cammino del Cid
  - Strada delle Sete
  - Strada del Jamón
  - Visita alla laguna di Gallocanta
  - Tour delle torri mudéjar della zona
- Musei:
  - Museo dello Zafferano di Monreal del Campo

## Territorio e Popolazione
| Municipio               | Estensione (km²) | % del totale | Abitanti (2007) | % del totale | Densità (ab/km²) | Altitudine (metri) | Distanza a/da Calamocha (km) | Frazioni |
| ----------------------- | ---------------- | ------------ | --------------- | ------------ | ---------------- | ------------------ | ---------------------------- | --- |
| Allueva                 | 18,65            | 0,97         | 13              | 0,09         | 0,70             | 1.200              | 32,90                        | |
| Bádenas                 | 31,31            | 1,63         | 30              | 0,21         | 0,96             | 998                | 39,50                        | |
| Báguena                 | 25,17            | 1,31         | 407             | 2,88         | 16,17            | 793                | 16,70                        | |
| Bañón                   | 54,27            | 2,83         | 166             | 1,18         | 3,06             | 1.141              | 21,20                        | |
| Barrachina              | 24,86            | 1,30         | 150             | 1,06         | 6,03             | 1.047              | 17,20                        | |
| Bea                     | 23,37            | 1,22         | 40              | 0,28         | 1,71             | 1.134              | 31,90                        | |
| Bello                   | 52,49            | 2,74         | 309             | 2,19         | 5,89             | 1.005              | 20,40                        | |
| Blancas                 | 73,80            | 3,85         | 168             | 1,19         | 2,28             | 1.047              | 31,80                        | |
| Bueña                   | 40,75            | 2,12         | 74              | 0,52         | 1,82             | 1.213              | 28,50                        | |
| Burbáguena              | 39,02            | 2,03         | 298             | 2,11         | 7,64             | 814                | 13,30                        | |
| Calamocha               | 316,63           | 16,50        | 4.563           | 32,33        | 14,41            | 884                | --                           | Collados, Cuencabuena, Cutanda, El Poyo del Cid, Lechago, Luco de Jiloca, Navarrete Del Río, Nueros, Olalla, Valverde, El Villarejo De Los Olmos. |
| Caminreal               | 44,40            | 2,31         | 751             | 5,32         | 16,91            | 920                | 10,30                        | Villalba de los Morales. |
| Castejón de Tornos      | 30,90            | 1,61         | 74              | 0,52         | 2,39             | 1.085              | 16,80                        | |
| Cosa                    | 54,81            | 2,86         | 87              | 0,62         | 1,59             | 1.185              | 26,20                        | Corbatón. |
| Cucalón                 | 31,93            | 1,66         | 106             | 0,75         | 3,32             | 1.034              | 27,10                        | |
| Ferreruela de Huerva    | 20,47            | 1,07         | 72              | 0,51         | 3,52             | 1.015              | 23,20                        | |
| Fonfría                 | 20,35            | 1,06         | 26              | 0,18         | 1,28             | 1.247              | 29,10                        | |
| Fuentes Claras          | 36,64            | 1,91         | 605             | 4,29         | 16,51            | 909                | 8,40                         | |
| Lagueruela              | 26,34            | 1,37         | 65              | 0,46         | 2,47             | 1.066              | 27,80                        | |
| Lanzuela                | 14,20            | 0,74         | 26              | 0,18         | 1,83             | 1.010              | 29,60                        | |
| Loscos                  | 71,88            | 3,75         | 190             | 1,35         | 2,64             | 981                | 48,10                        | El Colladico, Mezquita de Loscos, Piedrahita. |
| Municipio               | Estensione (km²) | % del totale | Abitanti (2007) | % del totale | Densità (ab/km²) | Altitudine (metri) | Distanza a/da Calamocha (km) | Frazioni |
| Monforte de Moyuela     | 47,74            | 2,49         | 81              | 0,57         | 1,70             | 1.008              | 52,90                        | |
| Monreal del Campo       | 89,05            | 4,64         | 2.652           | 18,79        | 29,78            | 939                | 17,20                        | |
| Nogueras                | 18,94            | 0,99         | 32              | 0,23         | 1,69             | 861                | 47,60                        | |
| Odón                    | 74,00            | 3,86         | 245             | 1,74         | 3,31             | 1.090              | 28,20                        | |
| Ojos Negros             | 90,71            | 4,73         | 496             | 3,51         | 5,47             | 1.151              | 31,90                        | Sierra Menera. |
| Peracense               | 28,66            | 1,49         | 121             | 0,86         | 4,22             | 1.217              | 43,60                        | |
| Pozuel del Campo        | 27,85            | 1,45         | 105             | 0,74         | 3,77             | 1.128              | 31,00                        | |
| Rubielos de la Cérida   | 66,90            | 3,49         | 53              | 0,38         | 0,79             | 1.240              | 22,70                        | |
| San Martín del Río      | 16,58            | 0,86         | 234             | 1,66         | 14,11            | 780                | 21,00                        | |
| Santa Cruz de Nogueras  | 15,18            | 0,79         | 38              | 0,27         | 2,50             | 894                | 44,00                        | |
| Singra                  | 36,72            | 1,91         | 98              | 0,69         | 2,67             | 1.010              | 33,60                        | |
| Tornos                  | 48,74            | 2,54         | 250             | 1,77         | 5,13             | 1.018              | 13,30                        | |
| Torralba de los Sisones | 44,66            | 2,33         | 197             | 1,40         | 4,41             | 1.041              | 14,40                        | |
| Torre los Negros        | 29,09            | 1,52         | 109             | 0,77         | 3,75             | 1.083              | 23,80                        | |
| Torrecilla del Rebollar | 63,71            | 3,32         | 165             | 1,17         | 2,59             | 1.142              | 23,90                        | |
| Torrijo del Campo       | 43,97            | 2,29         | 485             | 3,44         | 11,03            | 923                | 13,20                        | |
| Villafranca del Campo   | 66,55            | 3,47         | 349             | 2,47         | 5,24             | 956                | 28,50                        | |
| Villahermosa del Campo  | 19,20            | 1,00         | 89              | 0,63         | 4,64             | 956                | 33,50                        | |
| Villar del Salz         | 38,69            | 2,02         | 95              | 0,67         | 2,46             | 1.219              | 43,80                        | |
| Total                   | 1.919,18         |              | 14.114          |              |                  |                    |                              | |